# Parede (España)
Parede (llamada oficialmente A Parede de Delle) es una aldea española situada en la parroquia de Ferreiros, del municipio de Paradela, en la provincia de Lugo, Galicia.

## Demografía
| Gráfica de evolución demográfica de Parede entre 2000 y 2020 |
|                                                              |
| Datos según el nomenclátor publicado por el INE.             |